# Cantonul Lucé
Cantonul Lucé este un canton din arondismentul Chartres, departamentul Eure-et-Loir, regiunea Centru, Franța.

## Comune
| Comune  | Populație (1999) | Cod poștal | Cod INSEE |
| ------- | ---------------- | ---------- | --------- |
| Amilly  | 1 958            | 28300      | 28006     |
| Cintray | 388              | 28300      | 28100     |
| Lucé    | 17 701           | 28110      | 28218     |